# Orchomene similis
Orchomene similis är en kräftdjursart som beskrevs av Édouard Chevreux 1912. Orchomene similis ingår i släktet Orchomene och familjen Lysianassidae. Inga underarter finns listade i Catalogue of Life.